# 8391 Kring
8391 Kring este un asteroid din centura principală de asteroizi.

## Descriere
8391 Kring este un asteroid din centura principală de asteroizi. A fost descoperit pe 20 aprilie 1993 la Kitt Peak National Observatory în cadrul proiectului Spacewatch. Asteroidul prezintă o orbită caracterizată de o semiaxă mare de 3,12 ua, o excentricitate de 0,11 și o înclinație de 3,0° în raport cu ecliptica.